# Diachrysia splendidior
Diachrysia splendidior är en fjärilsart som beskrevs av Fernández 1929. Diachrysia splendidior ingår i släktet Diachrysia och familjen nattflyn. Inga underarter finns listade i Catalogue of Life.